# Heritiera arafurensis
Heritiera arafurensis är en malvaväxtart som beskrevs av André Joseph Guillaume Henri Kostermans. Heritiera arafurensis ingår i släktet Heritiera och familjen malvaväxter. Inga underarter finns listade i Catalogue of Life.